# St. George Illawarra Dragons
Les Saint-George Illawarra Dragons sont un club australien de rugby à XIII basé à Kogarah et à Wollongong en Nouvelle-Galles du Sud. Le club a été fondé le 23 septembre 1998, il est né de la fusion de deux clubs de la région de Sydney : les Saint-George Dragons et les Illawarra Steelers. L'équipe évolue en NRL depuis 1999.
Durant leur première saison en NRL, Les Dragons manquèrent de peu le titre, ils échouèrent dans le Grand Final face au Melbourne Storm, qui jouait seulement sa deuxième saison dans la compétition. Depuis ce relatif succès, les prestations de l'équipe furent en demi-teinte, en dépit d'un effectif talentueux. Les causes peuvent être imputées à de nombreuses blessures répétitives des joueurs cadres, aux distractions en dehors du terrain, ou encore aux aller-retours exténuants entre les stades à domicile de Kogarah et Wollongong. Les Saint-George Illawarra Dragons ont conservé le célèbre "v" rouge sur maillot blanc qui était jadis l'emblème des Saint-George Dragons.

## Palmarès
- World Club Challenge (1) :
  - Champion: 2011.
- National Rugby League[1] (1) :
  - Champion: 2010.
  - Saison régulière[2] (2) : 2009 et 2010.

## Histoire du club
À la suite de la guerre de la Super League de 1995 et 1996, et sa résultante qui fut la séparation de 1997, les St. George Dragons et les Illawarra Steelers se retrouvèrent en grande difficulté financière. La volonté des dirigeants de la NRL d'abaisser le nombre d'équipes de 20 à 14 et d'offrir certains avantages financiers, notamment un aménagement des exigences salariales vis-à-vis des joueurs titulaires pour les clubs issus de fusion, acheva de convaincre les deux équipes de s'associer. Ce fut chose faite le 23 septembre 1998, les St George Illawarra Dragons devinrent le premier club issu d'une fusion à entrer en NRL.
Le club étant le premier à être issu d'une fusion, beaucoup de spécialistes et de fans observèrent avec attention le début de saison, chacun y allant de son pronostic. Le tout était de savoir si les joueurs allaient s'entendre et surtout si la mayonnaise allait prendre. Comme beaucoup le redoutaient, le premier match s'acheva par une défaite, 20-10 contre les Parramatta Eels. Toutefois, la quatrième journée offrit un nouveau visage de l'équipe qui semblait plus unie qu'auparavant, finalement à la fin de la saison elle accrocha une place dans le top 8.
Qualifié pour les demi-finales, les Dragons battirent le Melbourne Storm au Olympic Park  avant de revenir à Sydney disposer des Roosters et de Cronulla, ce qui leur ouvrit les portes du Grand Final.
Aussi qualifié pour le Grand final, le Melbourne Storm se retrouva face aux Dragons, espérant cette fois remporter le match et effacer le revers des demi-finales. À la pause le score était de 14-0 pour les Dragons. Les joueurs du Melbourne Storm revinrent à 4 points des Dragons (18-14) à quelques minutes du coup de sifflet final. À ce même moment que Jamie Ainscough plaqua haut l'ailier du Storm Craig Smith qui était sur le point de marquer. L'arbitre accordera un essai de pénalité, transformée par Matt Geyer. Le score était maintenant de 20 à 18 pour le Storm. L'arbitre siffla la fin de la rencontre quelques instants après ce dernier coup du sort, offrant ainsi la victoire au Melbourne Storm qui remporta son premier titre.

## Saison 2005
Les Dragons finirent second du championnat de 2005, juste derrière les Parramatta Eels. Ils battirent les Cronulla Sharks en quart de finale mais chutèrent face aux Wests Tigers, qui remportèrent la compétition.

## Saison 2009
Les Dragons terminent premier de la saison régulière avec 38 points (17 victoires et 7 défaites) profitant de la pénalité des Bulldogs de deux points. Malgré cette première place, les Dragons ratent complètement leurs play-off en perdant leur premier match à domicile contre Parramatta Eels 25 - 12 puis se font éliminer au prochain tour à Brisbane 24 - 10.

## Saison 2010
Pour la seconde fois consécutive, les Dragons terminent en tête de la saison régulière avec le même bilan que la saison précédente (38 points pour 17 victoires et 7 défaites). En play-off, les Dragons remportent le premier tour face aux Sea Eagles 28 - 0 puis remportent la demi-finale contre les Wests Tigers 13 - 12. Pour leur seconde finale de leur histoire, les Dragons affrontent les Sydney Roosters et s'imposent 32 - 8. C'est leur premier titre de champion d'Australie.

## Entraîneurs

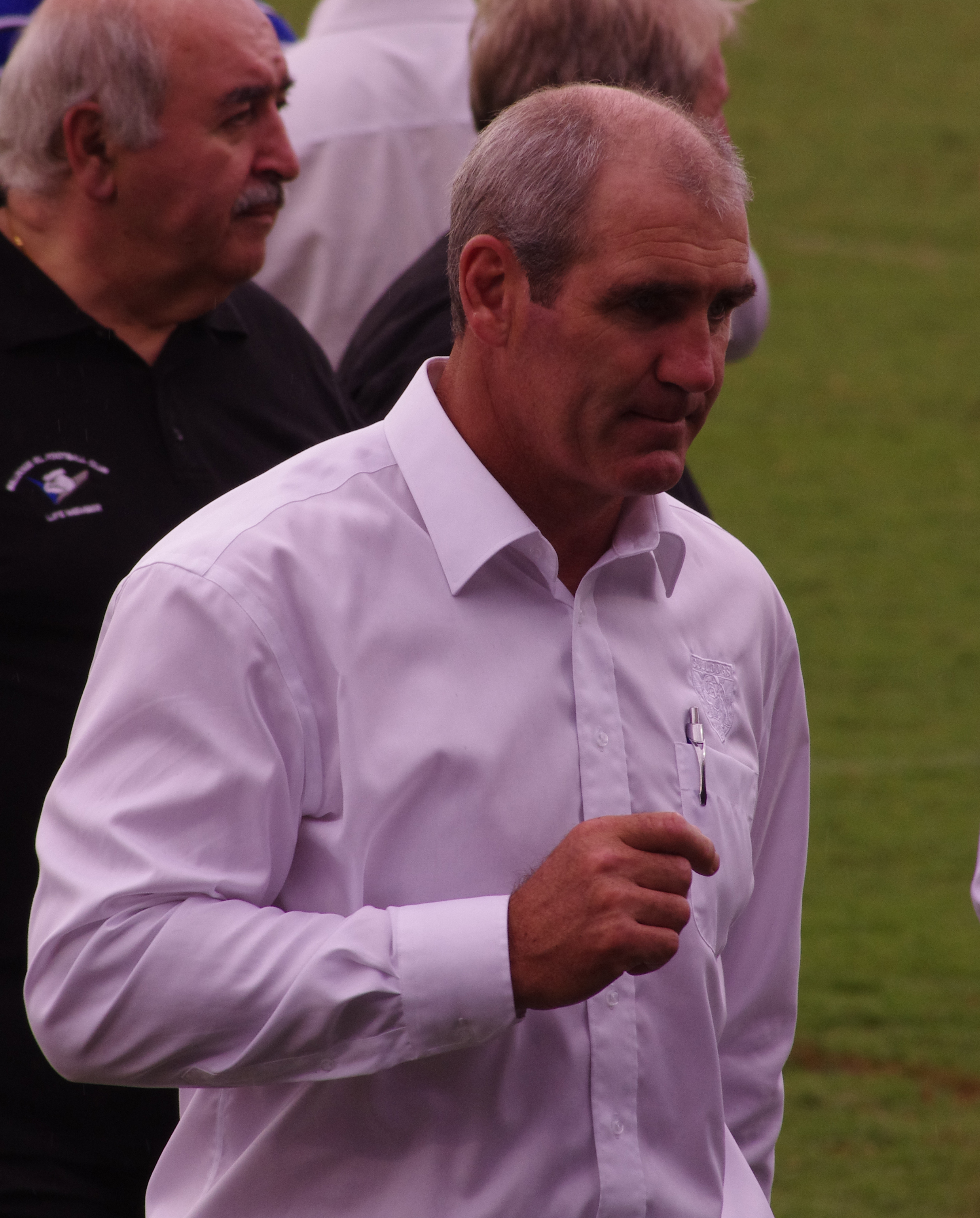
Andrew Farrar
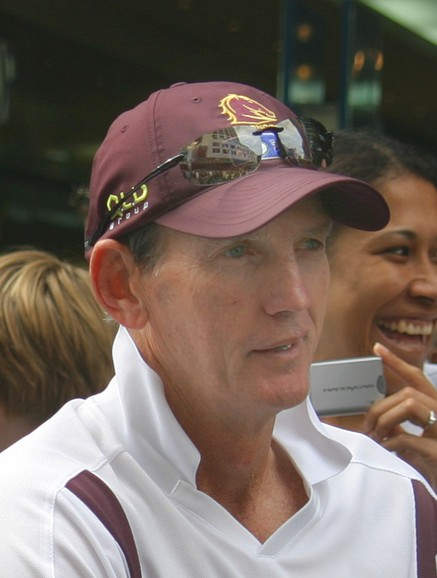
Wayne Bennett
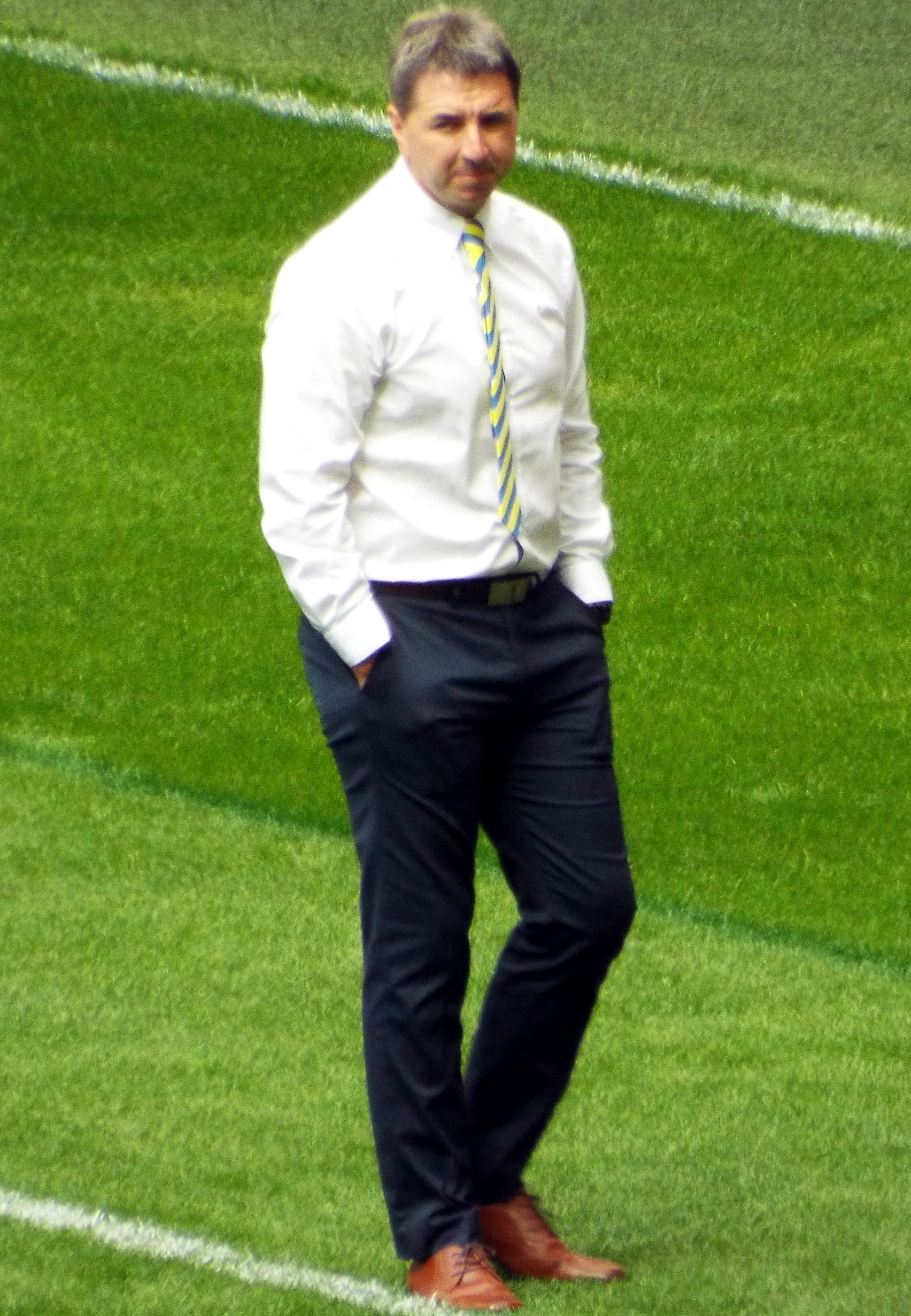
Steven Price

| Rang | Nom           | Période   |
| ---- | ------------- | --------- |
|      | David Waite   | 1999-2000 |
|      | Andrew Farrar | 1999-2002 |
|      | Nathan Brown  | 2003-2008 |

| Rang | Nom           | Période   |
| ---- | ------------- | --------- |
|      | Wayne Bennett | 2009-2011 |
|      | Steven Price  | 2012-2014 |
|      | Paul McGregor | 2014-     |

- Andrew Farrar
- Wayne Bennett
- Steven Price

## Joueurs emblématiques du club
| - Jamie Ainscough - Luke Bailey - Trent Barrett - Wayne Bartrim - Nathan Blacklock - Nathan Brown - Frank Burge - Craig Fitzgibbon |  | - Mark Gasnier - Reg Gasnier - Phil Hawthorne - Graeme Langlands - Mick Potter - Norm Provan - Johnny Raper - Jason Ryles |

## Bilan du club
| Année                                  | Année | Saison régulière | Saison régulière | Saison régulière | Saison régulière | Saison régulière | Saison régulière | Saison régulière | Saison régulière | Saison régulière | Phase finale        | Phase finale | Phase finale | Phase finale | Phase finale | Phase finale | Phase finale |
| Année                                  | Année | Class.           | Points           | MJ               | V.               | N.               | D.               | B.               | Pp.              | Pc.              | Perf.               | MJ           | V.           | N.           | D.           | Pp.          | Pc.          |
| National Rugby League (vingt clubs)    |       |                  |                  |                  |                  |                  |                  |                  |                  |                  |                     |              |              |              |              |              |              |
| 1998                                   | 1998  | 8e               | 27               | 24               | 13               | 1                | 10               | 0                | 486              | 490              | 1er tour            | 1            | 0            | 0            | 1            | 12           | 20           |
| National Rugby League (dix-sept clubs) |       |                  |                  |                  |                  |                  |                  |                  |                  |                  |                     |              |              |              |              |              |              |
| 1999                                   | 1999  | 6e               | 34               | 24               | 15               | 0                | 9                | 2                | 588              | 416              | Finaliste           | 4            | 3            | 0            | 1            | 104          | 56           |
| National Rugby League (quatorze clubs) |       |                  |                  |                  |                  |                  |                  |                  |                  |                  |                     |              |              |              |              |              |              |
| 2000                                   | 2000  | 9e               | 24               | 26               | 12               | 0                | 14               | 0                | 576              | 656              | Non qualifié        | -            | -            | -            | -            | -            | -            |
| 2001                                   | 2001  | 7e               | 26               | 26               | 12               | 2                | 12               | 0                | 661              | 573              | 2e tour             | 2            | 1            | 0            | 1            | 51           | 66           |
| National Rugby League (quinze clubs)   |       |                  |                  |                  |                  |                  |                  |                  |                  |                  |                     |              |              |              |              |              |              |
| 2002                                   | 2002  | 7e               | 25               | 24               | 9                | 3                | 12               | 2                | 632              | 546              | 2e tour             | 2            | 1            | 0            | 1            | 50           | 62           |
| 2003                                   | 2003  | 10e              | 26               | 24               | 11               | 0                | 13               | 2                | 548              | 593              | Non qualifié        | -            | -            | -            | -            | -            | -            |
| 2004                                   | 2004  | 5e               | 32               | 24               | 14               | 0                | 10               | 2                | 624              | 415              | 1er tour            | 1            | 0            | 0            | 1            | 30           | 31           |
| 2005                                   | 2005  | 2e               | 36               | 24               | 16               | 0                | 8                | 2                | 655              | 510              | Finale préliminaire | 2            | 1            | 0            | 1            | 40           | 42           |
| 2006                                   | 2006  | 6e               | 32               | 24               | 14               | 0                | 10               | 2                | 519              | 481              | Finale préliminaire | 3            | 2            | 0            | 1            | 58           | 28           |
| National Rugby League (seize clubs)    |       |                  |                  |                  |                  |                  |                  |                  |                  |                  |                     |              |              |              |              |              |              |
| 2007                                   | 2007  | 13e              | 20               | 24               | 9                | 0                | 15               | 1                | 431              | 509              | Non qualifié        | -            | -            | -            | -            | -            | -            |
| 2008                                   | 2008  | 7e               | 30               | 24               | 13               | 0                | 11               | 2                | 489              | 378              | 1er tour            | 1            | 0            | 0            | 1            | 6            | 38           |
| 2009                                   | 2009  | 1er              | 38               | 24               | 17               | 0                | 7                | 2                | 548              | 329              | 2e tour             | 2            | 0            | 0            | 2            | 22           | 49           |
| 2010                                   | 2010  | 1er              | 38               | 24               | 17               | 0                | 7                | 2                | 518              | 299              | Champion            | 3            | 3            | 0            | 0            | 73           | 20           |
| 2011                                   | 2011  | 5e               | 33               | 24               | 14               | 1                | 9                | 2                | 483              | 341              | 2e tour             | 2            | 0            | 0            | 2            | 24           | 34           |
| 2012                                   | 2012  | 9e               | 26               | 24               | 11               | 0                | 13               | 2                | 405              | 438              | Non qualifié        | -            | -            | -            | -            | -            | -            |
| 2013                                   | 2013  | 14e              | 18               | 24               | 7                | 0                | 17               | 2                | 379              | 530              | Non qualifié        | -            | -            | -            | -            | -            | -            |
| 2014                                   | 2014  | 11e              | 26               | 24               | 11               | 0                | 13               | 2                | 469              | 528              | Non qualifié        | -            | -            | -            | -            | -            | -            |
| 2015                                   | 2015  | 8e               | 28               | 24               | 12               | 0                | 12               | 2                | 435              | 408              | 1er tour            | 1            | 0            | 0            | 1            | 10           | 11           |
| 2016                                   | 2016  | 11e              | 24               | 24               | 10               | 0                | 14               | 2                | 341              | 538              | Non qualifié        | -            | -            | -            | -            | -            | -            |
| 2017                                   | 2017  | 9e               | 28               | 24               | 12               | 0                | 12               | 2                | 533              | 450              | Non qualifié        | -            | -            | -            | -            | -            | -            |
| 2018                                   | 2018  | 7e               | 32               | 24               | 15               | 0                | 9                | 1                | 519              | 472              | 2e tour             | 2            | 1            | 0            | 1            | 60           | 31           |
| 2019                                   | 2019  | 15e              | 18               | 24               | 8                | 0                | 16               | 1                | 427              | 575              | Non qualifié        | -            | -            | -            | -            | -            | -            |
| 2020                                   | 2020  | 12e              | 14               | 20               | 7                | 0                | 13               | 0                | 378              | 452              | Non qualifié        | -            | -            | -            | -            | -            | -            |
| 2021                                   | 2021  | 11e              | 18               | 24               | 8                | 0                | 16               | 1                | 474              | 616              | Non qualifié        | -            | -            | -            | -            | -            | -            |
| 2022                                   | 2022  | 10e              | 26               | 24               | 12               | 0                | 12               | 1                | 469              | 569              | Non qualifié        | -            | -            | -            | -            | -            | -            |
| National Rugby League (dix-sept clubs) |       |                  |                  |                  |                  |                  |                  |                  |                  |                  |                     |              |              |              |              |              |              |
| 2023                                   | 2023  | 16e              | 16               | 24               | 5                | 0                | 19               | 3                | 474              | 673              | Non qualifié        | -            | -            | -            | -            | -            | -            |
| 2024                                   | 2024  | 11e              | 28               | 24               | 11               | 0                | 13               | 3                | 508              | 634              | Non qualifié        | -            | -            | -            | -            | -            | -            |
| 2025                                   | 2025  | -                | -                | -                | -                | -                | -                | -                | -                | -                | -                   | -            | -            | -            | -            | -            | -            |